# شهرستان بومت
شهرستان بومت (به لاتین: Bomet County) یک منطقهٔ مسکونی در کنیا است که در کنیا واقع شده‌است. شهرستان بومت ۱٬۶۳۰٫۰ کیلومترمربع مساحت و ۷۲۴٬۱۸۶ نفر جمعیت دارد و ۱٬۹۶۲ متر بالاتر از سطح دریا واقع شده‌است.